# Johann Zürcher (Komponist)
Johann Zürcher (* 27. Februar 1908; † 1974) war ein Schweizer Musikerjurist.

## Leben
Zürcher promovierte 1933 in Rechtswissenschaften an der Universität Bern und arbeitete danach als Fürsprecher. Er spielte Geige, lernte Harmonielehre und Komposition am Konservatorium Bern, und komponierte Operetten (Spass um Gräfin Anna (Libretto-Mitarbeit von Werner Rolf Bürki), Das lederne Glück oder Erbschaft aus Brasilien, Ilka (Libretto von Hans Kottow)), Lieder und Märsche (Bundesrat Etter-Marsch).
Sein Nachlass befindet sich in der Burgerbibliothek Bern (meist Notenmanuskripte) und in der Stadt- und Universitätsbibliothek Bern.